# Linguiças na culinária italiana
Na Itália, ao longo dos séculos, desenvolveram-se diversas variedades de linguiças, com técnicas que evoluíram regionalmente. Elas são classificadas em dois tipos: frescas (salsiccia fresca) e secas (salsiccia secca). Algumas, como as linguiças toscanas (salsicce toscane), podem ser encontradas em ambas as versões.

## História
A linguiça italiana foi inicialmente conhecida pelo nome de lucanica, uma linguiça de porco típica da culinária da Roma Antiga. A primeira evidência de sua existência data do século I a.C., quando o historiador Marcus Terentius Varro descreveu “um pedaço de tripa recheado com carne temperada”. Segundo ele: “Chamam de lucanica a carne moída recheada em tripa, pois é preparada pelos nossos soldados.” Cícero e Marcial também mencionam a lucanica - linguiça originária da Lucânia -  como uma iguaria romana introduzida por escravos da região. A receita de sua preparação aparece no século I d.C., no livro Apicius, um dos mais antigos tratados de culinária romana.

## Tipos de linguiças italianas

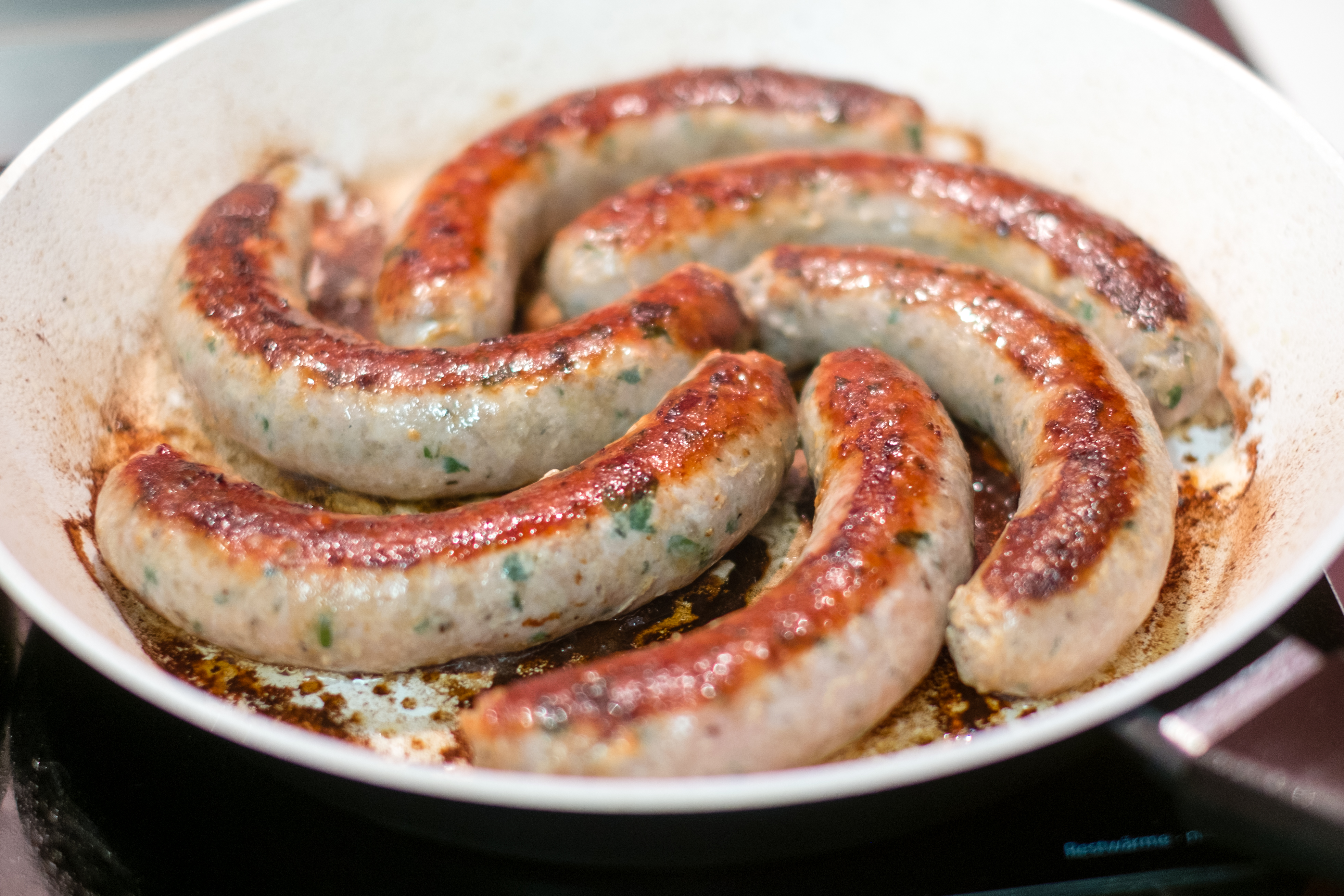
Linguiças italianas com salsinha

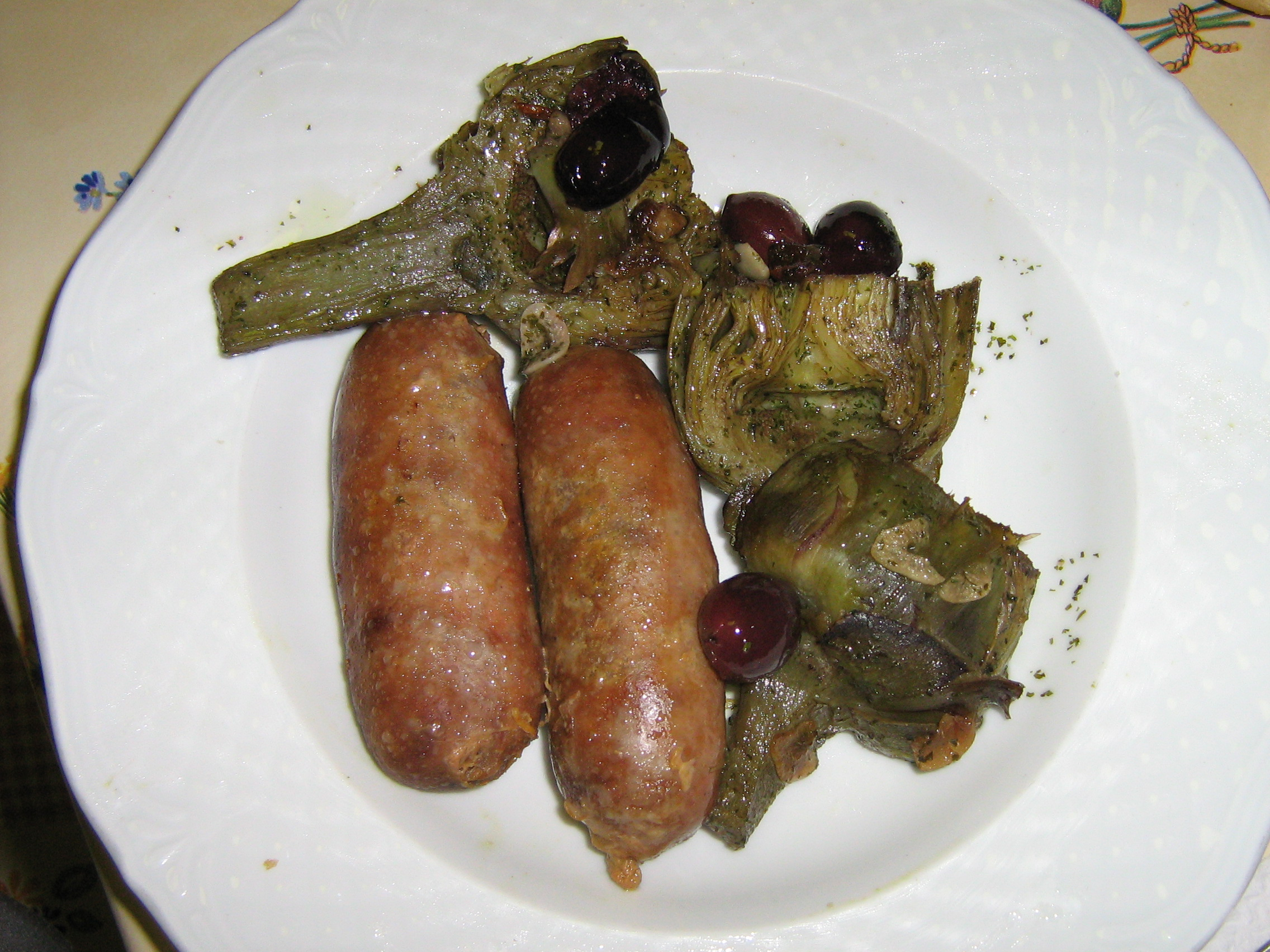
Linguiças italianas com alcachofras

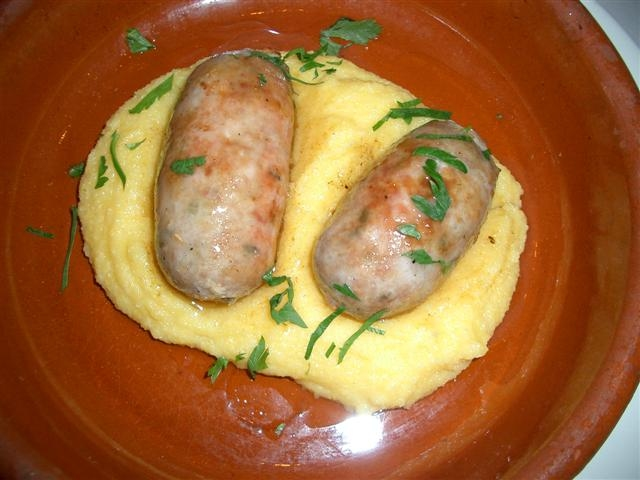
Linguiças italianas com polenta

### Mazzafegato
A mazzafegato ("linguiça de fígado") é um tipo tradicional de linguiça encontrado nas regiões de Abruzzo, Lácio, Marcas, Úmbria e Toscana. É feita com purê de fígado de porco e, na versão típica de Abruzzo, inclui também coração, pulmões e bochecha de porco. O tempero geralmente leva alho, casca de laranja, sal, pimenta e folhas de louro.

### Salsiccia al coriandolo
A salsiccia al coriandolo (“linguiça com coentro”), originária da comuna italiana de Monte San Biagio, na região do Lácio, leva coentro, pimentão e vinho tinto suave na sua preparação.

### Salsiccia al finocchio
A salsiccia al finocchio (“linguiça com funcho”) é um tipo tradicional de linguiça da Sicília. Ela se distingue da versão toscana por levar sementes de erva-doce secas e esfareladas, além dos temperos comuns.

### Salsiccia fresca
A salsiccia fresca (“linguiça fresca”) é um tipo de linguiça levemente picante. Preparada com carne fresca (geralmente de porco) e gordura, é temperada com especiarias, sal e pimenta, sendo tradicionalmente recheada em tripa natural. Já a salsiccia fresca al peperoncino (“linguiça fresca com pimenta”) é uma versão mais picante, temperada com alho picado, sal e pimenta, o que lhe confere uma coloração avermelhada.

### Salsiccia seca
A salsiccia secca (“linguiça seca”) é um tipo de linguiça curada ao ar livre, normalmente feita com carne de porco ou de javali.

### Salsiccia sotto la cenere
Outra variedade siciliana é a salsiccia sotto la cenere (“linguiça sob as cinzas”), um tipo de linguiça tradicionalmente cozida nas cinzas da lareira.

### Salsiccia toscana
A salsiccia toscana (“linguiça toscana”), também conhecida como sarciccia, é produzida com diferentes cortes de carne suína, como o miolo da paleta e o presunto, picados e misturados com ervas, como sálvia e alecrim.